# Aéroport de Barretos
L'aéroport de Barretos aussi appelé aéroport Chafei Amsei (code IATA : BAT • code OACI : SNBA) est l'aéroport de la ville de Barretos au Brésil.

## Historique
Le 11 juillet 2013, l'administration de l'aéroport a été transférée à la municipalité de Barretos. Auparavant, il était administré par DAESP.
L'aéroport est dédié à l'aviation générale.

## Compagnies aériennes et destinations
Pas de vols réguliers à partir de cet aéroport.

## Accès
L'aéroport est situé à 4 km du centre-ville de Barretos.